# Jan Baptist van Fornenburgh

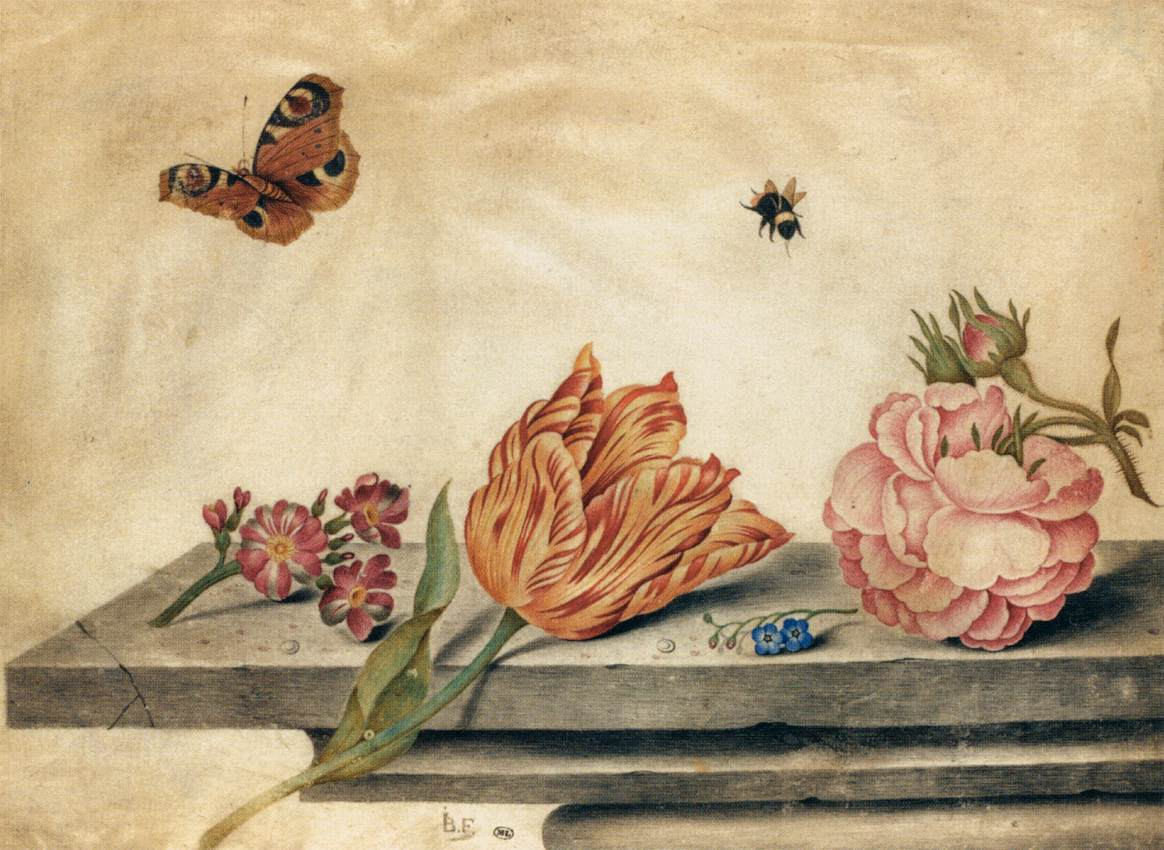
Bloemstilleven, Louvre, Parijs

Jan Baptist van Fornenburgh (Antwerpen, ca. 1590 - Den Haag, 1649) was een Nederlands kunstschilder uit de periode van de Gouden Eeuw.
Van Fornenburgh vervaardigde stillevens met vruchten, maar vooral met bloemen. Hij was achtereenvolgens actief in Amsterdam, Vianen en Den Haag. In deze laatste plaats werd hij in 1629 lid van het Sint-Lucasgilde.
In zijn genre was hij een navolger van Balthasar van der Ast, Jacob de Gheyn (II) en Jacob Vosmaer.